# Хронологија ФНРЈ и КПЈ децембар 1948.
Хронолошки преглед важнијих догађаја везаних за друштвено-политичка дешавања у Федеративној Народној Републици Југославији (ФНРЈ) и деловање Комунистичке партије Југославије (КПЈ), као и општа политичка, друштвена, спортска и културна дешавања која су се догодила у току децембра месеца 1948. године.
| ← новембар | ← новембар | ← новембар | ← новембар | ← новембар | ← новембар | ← новембар | ← новембар | Хронологија ФНРЈ и КПЈ током 1948. | Хронологија ФНРЈ и КПЈ током 1948. | Хронологија ФНРЈ и КПЈ током 1948. | Хронологија ФНРЈ и КПЈ током 1948. | Хронологија ФНРЈ и КПЈ током 1948. | Хронологија ФНРЈ и КПЈ током 1948. | Хронологија ФНРЈ и КПЈ током 1948. | Хронологија ФНРЈ и КПЈ током 1948. | Хронологија ФНРЈ и КПЈ током 1948. | Хронологија ФНРЈ и КПЈ током 1948. | Хронологија ФНРЈ и КПЈ током 1948. | Хронологија ФНРЈ и КПЈ током 1948. | Хронологија ФНРЈ и КПЈ током 1948. | Хронологија ФНРЈ и КПЈ током 1948. | Хронологија ФНРЈ и КПЈ током 1948. | јануар ’49. → | јануар ’49. → | јануар ’49. → | јануар ’49. → | јануар ’49. → | јануар ’49. → | јануар ’49. → | јануар ’49. → |
| С          | Ч          | П          | С          | Н          | П          | У          | С          | Ч                                  | П                                  | С                                  | Н                                  | П                                  | У                                  | С                                  | Ч                                  | П                                  | С                                  | Н                                  | П                                  | У                                  | С                                  | Ч                                  | П             | С             | Н             | П             | У             | С             | Ч             | П             |
| 1          | 2          | 3          | 4          | 5          | 6          | 7          | 8          | 9                                  | 10                                 | 11                                 | 12                                 | 13                                 | 14                                 | 15                                 | 16                                 | 17                                 | 18                                 | 19                                 | 20                                 | 21                                 | 22                                 | 23                                 | 24            | 25            | 26            | 27            | 28            | 29            | 30            | 31            |

## Догађаји

### 12. децембар
- У Љубљани, 12. и 13. децембра, одржан Трећи конгрес Антифашистичког фронта жена Словеније, на коме су разматрани задаци организације у изградњи социјализма, извештај о раду и изабрани нови органи АФЖ. У резолуцији су одређени будући задаци на подручју културно-просветног рада међу женама, бриге за запослене мајке и децу, као и учешће жена у привреди.[1] На завршетку Конгреса изабран је Главни одбор АФЖ Словеније, као и његов Извршни одбор за чију је председницу поново изабрана Ангела Оцепек. У Пленум АФЖ Словеније изабране су између осталих — Арезика Бохинец, Марјана Дрекслер, Пепца Кардељ, Нада Кривич, Ангела Оцепек, Мара Рупена, Лидија Шентјурц, Мира Томшич, Вида Томшич, Мима Жупанчич и Фаника Жагар.[2]

### 15. децембар
- У Београду, од 15. до 19. децембра, одржан заједнички конгрес Савеза комунистичке омладине Југославије (СКОЈ) и Народне омладине Југославије (НОЈ), коме је присуствовало 1.469 делегата. Отварању Конгреса присуствовао је генерални секретар КПЈ Јосип Броз Тито. На Конгресу су поднети реферати — Пети конгрес КПЈ и задаци Народне омладине, Милијана Неоричића и Извештај Централног комитета СКОЈ и Централног већа НОЈ, Стевана Дороњског. После дискусије, Конгрес је усвојио — Резолуцију о спајању СКОЈ и НОЈ у јединствену организацију, Резолуцију о основним наредним задацима Народне омладине и Резолуцију поводом оптужби Информбироа и кампање против Југославије и југословенске омладине. У Резолуцији о спајању СКОЈ и НОЈ истакнуто је потпуно јединство младе генерације Југославије, која ће се кроз своју нову јединствену организацију — Народну омладину Југославије — и даље борити за изградњу социјализма. Конгрес је усвојио Статут НОЈ и изабрао Централни комитет од 75 чланова и Централну надзорну комисију од 9 чланова. За секретара Бироа ЦК НОЈ изабран је Милијан Неоричић, а чланови Бироа били су — Милутин Балтић, Јозо Бачић, Стојан Бјелајац, Раденко Броћић, Милојко Друловић, Ружа Ервачиновић, Крсте Марковски, Франц Петровшек, Милорад Пешић, Мићо Ракић, Владо Шестан и Душан Штрбац.[1][3][4][5]

### 19. децембар
- У Скопљу, од 19. до 24. децембра, одржан Први конгрес Комунистичке партије Македоније, коме је присуствовао 541 делегат. Конгрес је отворио Лазар Колишевски, који је наредног дана поднео Политички извештај Централног комитета КП Македоније. Видоје Смилевски поднео је Извештај о организационо-политичком раду ЦК КПМ. У поднетим извештајима и у дискусији Првог конгреса манифестована је сагласност са одлукама Петог конгреса КПЈ и спремност КП Македоније да да подршку Централном комитету КПЈ у спровођењу јединствене и револуционарне линије на изградњи социјализма. Делегати конгреса осудили су клевете Информбироа у име целокупног чланства. У усвојеној резолуцији Првог конгреса постављени су главни задаци КП Македоније. На крају конгреса делегати су изабрали нови Централни комитет и Земаљску ревизијону комисију. За секретара Политбироа ЦК КПМ поново је изабран Лазар Колишевски, За остале чланове Политбироа изабрани су — Видоје Смилевски, Цветко Узуновски, Страхил Гигов, Борко Темелковски, Вера Ацева, Крсте Црвенковски, Никола Минчев и Наум Наумовски.[1][6][7]

### 20. децембар
- У Приштини, од 20. до 24. децембра, одржана Четврта обласна конференција КП Србије за Косово и Метохију, којој је присуствовало 274 делегата, као и секретар ЦК КП Србије Петар Стамболић. У току конференције поднето је неколико реферата — Ђоко Пајковић је поднео Реферат о политичком раду партијске организације на Косову и Метохији, Предраг Ајтић Реферат о организационом раду КПЈ на КиМ, а Џавид Нимани Реферат о културно-политичком раду партијских организација. У Резолуцији усвојеној на Конференцији утврђене су основе даљег ангажовања и основни задаци КПЈ на Косову и Метохији у наредном периоду. На крају Конференције изабран је нови Обласни комитет КП Србије за Косово и Метохију од 31 члана и Ревизиона комисија од 9 чланова. На првој седници новоизабрани Обласни комитет је изабрао Биро Обласног комитета од 9 чланова. За политичког секретара изабран је Ђоко Пајковић, а за организационог секретара Предраг Ајтић. Остали чланови Бироа били су — Павле Јовићевић, Милија Ковачевић, Џавид Нимани, Катарина Патрногић, Џевдет Хамза, Фадиљ Хоџа и Бошко Чакић.[1][8][9]

### 23. децембар
- У Новом Саду, од 23. до 25. децембра, одржана Осма покрајинска конференција КПС Србије за Војводину, којој је присуствовало 663 делегата, као и секретар ЦК КП Србије Петар Стамболић. У току конференције Добривоје Видић је поднео Политички извештај о раду Покрајинског комитета, а Душан Богданов Организациони звештај о раду Покрајинског комитета. После реферата и дискусије, Конференција је усвојила — Резолуцију о одобравању рада Покрајинског комитета КПС за Војводину, Резолуцију о народним задацима партијских организација у Војводини и Резолуцију поводом клевета Информбироа. На крају конференције изабран је нови Покрајински комитет КПС за Војводину од 31 члана и Ревизиона комисија од седам чланова. На првој седници новоизабрани Покрајински комитет је изабрао Биро Покрајинског комитета од девет чланова.  За политичког секретара изабран је Добривоје Видић, а за организационог секретара Душан Богданов. Остали чланови Бироа били су — Стеван Дороњски, Пал Шоти, Пашко Ромац, Милосав Милосављевић, Ђура Јовановић, Ђурица Јојкић и Милосав Гоња.[10][11][12]

### 25. децембар
- У Книну одржана свечана прослава поводом пуштања у саобраћај железничке пруге од Книна до Бихаћа, у дужини од 112 километара, која је била део Унске пруге, чија је прва деоница од Босанске Крупе до Бихаће, изграђена 1924. године. Трасирање пруге Книн—Бихаћ започело је 1935, али је обустављено због избијања Другог светског рата. Изградња пруге настављена је 1946. године. Свечаном отварању присуствовао је министар железница у Влади ФНРЈ Тодор Вујасиновић.[10][13]